# Menace
Menace je britská punková hudební skupina, založená v roce 1976. Původní sestavu tvořili Morgan Webster (zpěv), Steve Tannett (kytara), Charlie Casey (baskytara) a Noel Martin (bicí). Svůj první singl „Screwed Up“ skupina vydala v srpnu 1977 na značce Illegal Records. Druhý „I Need Nothing“ následoval v roce 1978 a produkoval jej John Cale. Později skupina vydala ještě několik singlů a rozpadla se. Obnovena byla v roce 1997.